# Brendan Kerry
Brendan Kerry (* 18. November 1994 in Sydney, New South Wales) ist ein  australischer Eiskunstläufer, der in Einzellauf startet.
Brendan Kerry wurde 2012 erstmals australischer Meister bei den Senioren und dominierte den australischen Herreneiskunstlauf von diesem Zeitpunkt an über eine Dekade. So wurde er von 2014 bis 2020 siebenmal australischer Meister in Folge. 
2011 debütierte Kerry bei den Vier-Kontinente-Meisterschaften. In insgesamt elf Teilnahmen erreichte er bei diesem Turnier 2022 mit dem sechsten Platz sein bestes Ergebnis.
2012 debütierte der Australier schließlich auch bei den Weltmeisterschaften. Bei sechs Teilnahmen bedeutete der 15. Rang bei der Weltmeisterschaft 2017 sein bestes Ergebnis. 
Kerry vertrat sein Heimatland bei drei Olympischen Winterspielen. Bei den Olympischen Spielen 2014 wurde er 29., bei den Olympischen Spielen 2018 20. und bei den Olympischen Spielen 2022 erreichte er, nachdem er bei der Eröffnungsfeier die Fahne seines Heimatlandes tragen durfte, mit dem 17. Platz schließlich sein bestes Ergebnis. Hierbei stellte er nach einer fast fehlerfreien Kür mit vierfachem Toeloop mit 244,80 Punkten auch eine persönliche Punktebestleistung auf.

## Ergebnisse
| Meisterschaft/Jahr              | 2010 | 2011 | 2012 | 2013 | 2014 | 2015 | 2016 | 2017 | 2018 | 2019 | 2020 | 2021 | 2022 |
| ------------------------------- | ---- | ---- | ---- | ---- | ---- | ---- | ---- | ---- | ---- | ---- | ---- | ---- | ---- |
| Olympische Winterspiele         |      |      |      |      | 29.  |      |      |      | 20.  |      |      |      | 17.  |
| Weltmeisterschaften             |      |      | 33.  |      |      | 20.  | 17.  | 15.  | 18.  | 20.  | A    |      |      |
| Vier-Kontinente-Meisterschaften |      | 18.  | 19.  | 21.  | 20.  | 17.  | 19.  | 11.  | 13.  | 9.   | 12.  |      | 6.   |
| Juniorenweltmeisterschaften     |      | 33.  | 22.  |      | 21.  |      |      |      |      |      |      |      |      |
| Australische Meisterschaften    | 1. J | 1. J | 1.   | 2.   | 1.   | 1.   | 1.   | 1.   | 1.   | 1.   | 1.   | A    | A    |

- J = Junioren
- A = Abgesagt vom Veranstalter aufgrund der COVID-19-Pandemie